# Bobby Hull
Robert Marvin Hull (Point Anne, Ontario, 3 de enero de 1939-Wheaton, Illinois; 30 de enero de 2023) fue un jugador canadiense de hockey sobre hielo que disputó veinticuatro temporadas como profesional. Intregrante del NHL Hall of Fame, al igual que su hijo Brett, siendo la primera pareja padre-hijo que conseguía formar parte del Salón de la Fama de dicho deporte y de ganar el Trofeo Hart (trofeo que se da al mejor jugador de la temporada regular de la NHL). También obtuvo su número nueve en Chicago Blackhawks y Winnipeg Jets.
Durante sus 23 años de carrera, de 1957 a 1980, jugó tanto en la National Hockey League (NHL) como en la World Hockey Association (WHA) con los Chicago Black Hawks, Winnipeg Jets, y Hartford Whalers. Ganó el Hart Memorial Trophy como jugador más valioso de la NHL en dos ocasiones y el Art Ross Trophy como máximo anotador de la NHL en tres ocasiones, al tiempo que ayudó a los Black Hawks a ganar la Stanley Cup en 1961. También llevó a los Winnipeg Jets de la WHA a ganar la Avco Cup en 1976 y 1978. Lideró la NHL en goles en siete ocasiones, la segunda mayor cantidad de cualquier jugador en la historia, y lideró la WHA en goles una vez más, mientras que fue el jugador más valioso de la WHA en dos ocasiones. Fue elegido miembro del Hockey Hall of Fame en 1983, del Ontario Sports Hall of Fame en 1997 y recibió el Wayne Gretzky International Award en 2003. En 2017, Hull fue nombrado uno de los '100 mejores jugadores de la NHL' de la historia.
Fuera del hielo, Hull fue señalado por acusaciones de violencia doméstica y por supuestamente hacer comentarios de apoyo a Adolf Hitler.

## Primeros años
Hull nació en Pointe Anne, Ontario. Era hijo de Lena Cook y Robert Edward Hull, capataz de una empresa cementera. Jugó al hockey menor en Belleville, y luego al hockey Junior B para los Woodstock Warriors en otoño de 1954. Hull llevó a los Warriors a la Copa Sutherland de 1955 como campeones de Ontario. Más tarde, jugó para los Galt Black Hawks y los St. Catharines Teepees en la Asociación de Hockey de Ontario, antes de unirse a los Chicago Black Hawks en 1957 a la edad de 18 años.

## Carrera como jugador

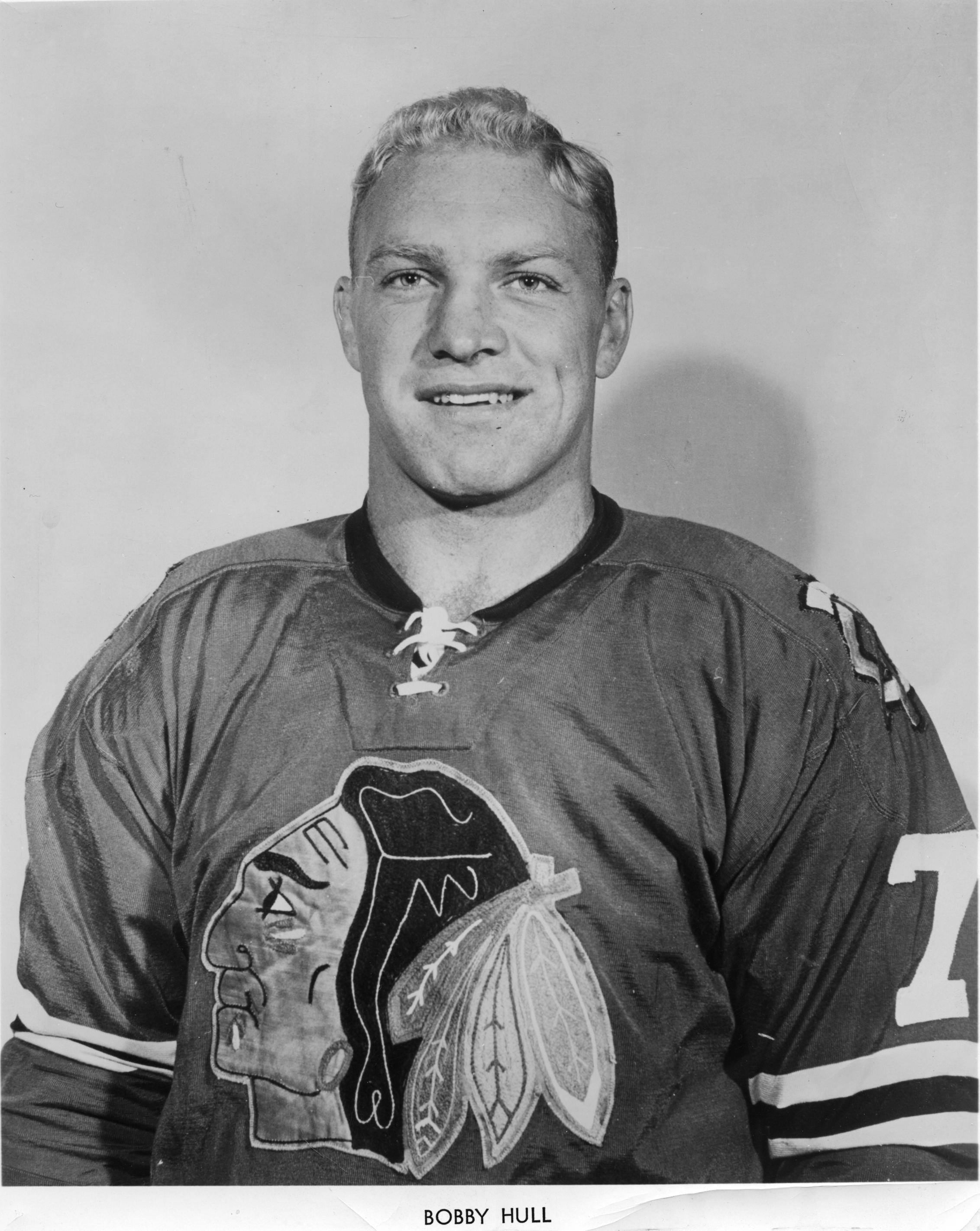
Bobby Hull

### Carrera en NHL
Hull tuvo un sólido año de debut terminando segundo en el Calder Memorial Trophy. Hull originalmente usó los números 16 y 7 como un Black Hawk, pero luego cambió a su famoso número 9, un tributo a su ídolo de la infancia Gordie Howe. En su tercera temporada (1959-60), lideró la liga en goles y puntos (el Trofeo Art Ross), una doble hazaña que también logró en 1961-62 y 1965-66. Llevó a Chicago a la Copa Stanley en 1961, la tercera en la general y la primera en 23 años. Terminó segundo en anotación de puntos tres veces más.
El 12 de marzo de 1966, el Golden Jet se convirtió en el primer jugador de la NHL en anotar más de 50 goles en una temporada, superando la marca de 50 goles de Maurice Richard, Bernie Geoffrion y la suya propia. Su gol 51, anotado sobre Cesare Maniago de los New York Rangers, le valió una ovación de siete minutos por parte de los fieles del Chicago Stadium. Hull finalmente anotó 54 goles esa temporada, el total más alto de una temporada de la era de los Seis Originales. Ese mismo año, Hull estableció el récord de mayor cantidad de puntos en una temporada con 97, uno más que el récord anterior establecido por Dickie Moore 7 años antes. Su total de puntos fue empatado el año siguiente por su compañero de equipo Stan Mikitay su récord fue batido tres años después por Phil Esposito. Hull lideró la liga en anotaciones de goles siete veces durante la década de 1960. En 1968-69, a pesar de que Hull rompió sus propios goles en un récord de la temporada por cuatro goles en (anotando 58) y estableciendo un récord en la NHL de 107 puntos (segundo en la liga ese año), los Hawks se perdieron los playoffs por primera vez. desde su temporada de novato. En su última temporada de la NHL, había marcado 50 goles o más en cinco ocasiones. Esto fue solo una vez menos que todos los demás jugadores en la historia de la NHL combinados hasta ese momento.
En sus 15 temporadas completas en la NHL, fue votado diez veces como extremo izquierdo del Primer Equipo All-Star y dos veces como extremo izquierdo del Segundo Equipo All-Star. Su slapshot se registró una vez a 190,5 km/h y podía patinar 47,8 km/h. Durante su impulso para ser el primero en eclipsar la marca de 50 goles, se afirmó que el tiro de muñeca de Hull era más duro que su slapshot.

#### "La regla de Bobby Hull"
Hull y su compañero de equipo Stan Mikita fueron los catalizadores de una moda de la década de 1960 en la que los jugadores curvaban las hojas de sus palos de hockey, lo que se conoció como "hojas de plátano". Hull es el jugador más relacionado con la norma que prohibió esta práctica debido al peligro potencial para los porteros, pocos de los cuales llevaban máscaras en aquella época.La hoja curva hacía impredecible la trayectoria del disco. La regla originalmente limitaba la curvatura de la hoja entre 0,5 pulgadas (12,7 mm) y 0,75 pulgadas (19,1 mm); en 1970, se fijó en 0,5 pulgadas (12,7 mm).La regla 10 de la NHL. 1 limita actualmente la curvatura a 0,75 pulgadas (19,1 mm).

### Carrera en WHA
Descontento con su pobre salario como una de las superestrellas más prominentes del hockey, Hull respondió a las propuestas de la advenediza Winnipeg Jets de la Asociación Mundial de Hockey en 1972 en broma que iba a cambiar a su equipo por un millón de dólares, una suma considerada entonces absurda. Reunir a los otros propietarios de la liga para contribuir a una cantidad sin precedentes con el argumento de que enlistar a una estrella tan importante le daba credibilidad instantánea a la nueva liga rival que competía directamente contra la arraigada NHL, el propietario de los Jets, Ben Hatskin aceptó la suma y contrató a Hull como jugador/entrenador por un contrato por valor de 1,75 millones de dólares durante 10 años más un bono por firmar de 1 millón de dólares. Aunque su debut con Winnipeg fue retrasado en un litigio por la NHL, Hull se convirtió instantáneamente en la estrella más grande de la WHA al ganar el Trofeo Gordie Howe como Jugador Más Valioso de la liga en 1972-73 y 1974-75. Con sus compañeros de línea suecos Anders Hedberg y Ulf Nilsson formó una de las líneas de ataque más formidables de la década de 1970 (conocida como "The Hot Line"), llevando a los Jets a dos Copas AVCO durante su tiempo en el club. Su mejor actuación fue durante la temporada 1974–75, cuando anotó 77 goles para establecer una nueva marca profesional, mientras suma 65 asistencias para un total de 142 puntos, cinco por detrás del líder de la liga, una de las dos veces que terminó segundo en la carrera por puntos en la WHA. En las cinco temporadas de la WHA en las que jugó más de la mitad del calendario, fue votado tres veces como All-Star del primer equipo y dos veces como All-Star del segundo equipo, mientras que anotó 50 goles y 100 puntos cuatro veces cada uno.
Debido a que se unió a la liga rival, a Hull no se le permitió representar al equipo de Canadá en la Serie Summit de 1972, que enfrentó a los mejores jugadores de la NHL de Canadá contra el equipo nacional de la URSS. Dos años más tarde, se llevó a cabo una segunda Summit Series en la que Hull y otras estrellas importantes de la WHA (incluido Gordie Howe, que se había retirado de la NHL en el momento de la Summit Series inicial) compitieron contra el equipo nacional soviético. La WHA perdió la serie cuatro juegos a uno (tres terminaron en empate), a pesar de los siete goles de Hull. Sin embargo, fue un miembro clave del equipo canadiense que ganó la Copa de Canadá de 1976, anotando cinco goles y tres asistencias en siete partidos.

## Carrera posterior
En 1978 fue nombrado Oficial de la Orden de Canadá. Además de su ingreso en el Salón de la Fama, la camiseta núm. 9 de Hull ha sido retirado por los Black Hawks, los Jets y su equipo sucesor, los Arizona Coyotes. Cuando el hijo de Bobby, Brett Hull, se unió a los Coyotes, no retiraron el número para que Brett lo llevara durante su breve estancia allí en honor a su padre. Evander Kane, que llevaba el número 9 en la actual franquicia de los Winnipeg Jets, solicitó y obtuvo el permiso de Hull para llevar el número.
En 1998, Hull entró en polémica tras hacer supuestamente comentarios pro nazis. Según The Moscow Times, se le citó diciendo: "Hitler, por ejemplo, tenía algunas buenas ideas. Simplemente fue un poco demasiado lejos". Más tarde, Hull negó haber elogiado a Hitler y dijo que los periodistas habían sacado el tema. El incidente fue parodiado en el programa satírico de noticias canadiense This Hour Has 22 Minutes, con Rick Mercer leyendo un anuncio en el que decía que Hull había sido citado erróneamente, y que en realidad había dicho: "Sittler tenía algunas buenas ideas".
En 2003, fue nombrado comisionado principal de una nueva Asociación Mundial de Hockey, destinada a funcionar durante el cierre patronal de la NHL de 2004-05; nunca llegó a entrar en juego, y la organización dirigió posteriormente varias ligas menores efímeras y ligas juveniles de nivel II no sancionadas. Hull se desempeñó como embajador de los Blackhawks durante parte de la temporada 2021-22 hasta que la organización anunció: "Cuando se trata de Bobby, específicamente, acordamos conjuntamente a principios de esta temporada que se retirará de cualquier papel oficial del equipo."

## Vida personal y muerte

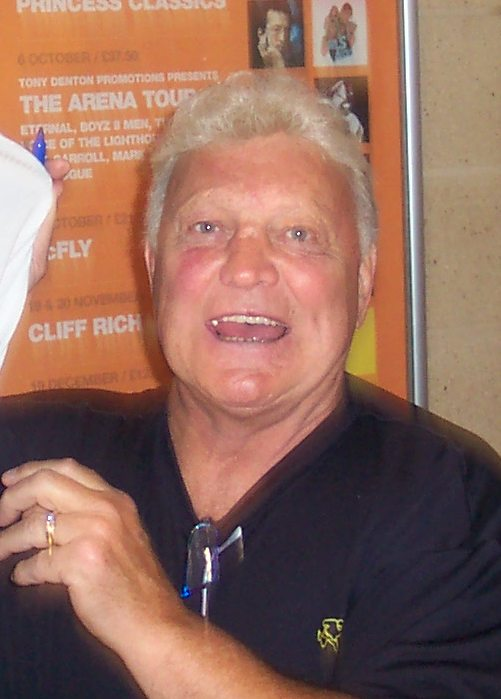
Hull en 2006

El hermano pequeño de Hull, Dennis (apodado "el Chorro de Plata"), jugó junto a él en los Chicago Black Hawks durante ocho temporadas, en las que marcó más de 300 goles. Cuando Bobby fue excluido de las Summit Series de 1972 porque había firmado para jugar en la WHA, Dennis planeó inicialmente boicotear el evento así como una muestra de apoyo a su hermano, pero Bobby le convenció para que se quedara en el equipo de Canadá.
El matrimonio de Hull con Joanne McKay terminó en divorcio en 1980 después de varios incidentes abusivos.
En 1986, fue arrestado y acusado de asalto y agresión después de supuestamente golpear a su tercera esposa, Deborah, después de una discusión. Finalmente retiró los cargos.
Hull mantuvo una relación sentimental con una mujer llamada Claudia Allen. En 1980, Hull se retiró de los Hartford Whalers para cuidar de Allen, que resultó herida en un grave accidente de automóvil. La pareja nunca se casó.
En 1998, Hull supuestamente hizo comentarios pronazi a The Moscow Times. Se le citó diciendo: "Hitler, por ejemplo, tenía algunas buenas ideas. Sólo que fue un poco demasiado lejos. Hull negó más tarde haber elogiado a Hitler y dijo que los periodistas habían planteado el tema. El incidente fue parodiado en el programa canadiense de sátira de noticias Esta hora tiene 22 minutos, con Rick Mercer leyendo un anuncio en el que se decía que Hull había sido citado erróneamente, y que en realidad había dicho: "Sittler tenía algunas buenas ideas."
Hull terminó su carrera habiendo jugado en 1063 partidos de la NHL, acumulando 610 goles, 560 asistencias, 1170 puntos, 640 minutos de penalización, tres Trofeo Art Ross, dos Trofeo Hart Memorial (terminó segundo o tercero en la votación otras seis veces), un Trofeo Lady Byng Memorial, y una Copa Stanley. además de 62 goles y 67 asistencias para 129 puntos en 119 partidos de playoff. Participó en 411 partidos de la WHA, marcando 303 goles, 335 asistencias y 638 puntos, añadiendo 43 goles y 37 asistencias en 60 partidos de playoff. Su total profesional en las grandes ligas norteamericanas de 1018 goles (NHL y WHA, incluidos playoffs) es el tercero de todos los tiempos después de Wayne Gretzky (1109) y Gordie Howe (1071), aunque la NHL no reconoce las estadísticas goleadoras de la WHA en los totales de carrera de los jugadores.